# Седых, Виктор Иннокентьевич
Виктор Иннокентьевич Седых (12 января 1930 года, Алан — 17 декабря 2011 года, Бурдаковка) — советский и российский тренер по лёгкой атлетике. Заслуженный тренер СССР. Почётный гражданин Иркутской области (2007).

## Биография
Виктор Иннокентьевич Седых родился 12 января 1930 года в деревне Алан Качугского района Иркутской области. В 1959 году окончил Иркутский государственный педагогический институт. Неоднократно становился чемпионом Иркутской области в нескольких дисциплинах лёгкой атлетики.
Работал тренером в детских спортивных школах ДСО «Локомотив», «Труд» в Иркутске (1953—1959), преподавателем училища гражданского воздушного флота (1959—1970), тренером-преподавателем по лёгкой атлетике школы высшего спортивного мастерства (1971), старшим тренером по лёгкой атлетике ДСО «Труд» (1974—1987), тренером-преподавателем по лёгкой атлетике ДСО профсоюзов (1987—1993). Был признан лучшим тренером СССР 1991 года. В 1990-е годы работал советником руководителя агентства по физической культуре и спорту Иркутской области.
На протяжении своей тренерской карьеры Виктор Иннокентьевич подготовил 12 мастеров спорта СССР и 4 мастеров спорта международного класса. Наиболее высоких результатов среди его воспитанников добились:
- Татьяна Гойщик (Насонова) — олимпийская чемпионка 1980 года[1],
- Ольга Антонова — бронзовый призёр чемпионата мира 1987 года,
- Александр Стасевич — серебряный призёр чемпионата СССР 1979 года, участник Олимпиады 1980 года.

С 1998 года жил в деревне Бурдаковка под Иркутском. Умер 17 декабря 2011 года.

## Награды и звания
- Заслуженный тренер СССР.
- Орден Почёта (1999)[7].
- Почётный гражданин Иркутской области (2007)[8][9][10].